# Joodse begraafplaats van Chișinău
De joodse begraafplaats van Chișinău (Roemeens: Cimitirul Evreiesc din Chisinau) is een van de grootste joodse kerkhoven in Moldavië en bevindt zich in Chișinău.
De begraafplaats ontstond in de loop van de 18de of 19de eeuw. Over de exacte datum van ontstaan is men het niet eens. Er zouden zich op de begraafplaats 17-eeuwse graven bevinden, maar volgens een aantal bronnen werd de eerste begrafenis pas in 1812 uitgevoerd en volgens andere werd de begraafplaats zelfs pas in 1887 in gebruik genomen.
Ook over de huidige omvang van het kerkhof (12 ha of 100 ha) en het aantal graven (23.430 of 40.000) en grafzerken (ca. 17.000) op de begraafplaats is men het (nog) niet eens.
Tijdens de Sovjet-periode (eind jaren 1950, begin jaren 1960) werd een gedeelte van de begraafplaats omgevormd tot een park, het Parcul Alunelul. Heel wat graven werden toen vernietigd en niet alle overblijfselen werden herbegraven, dit geheel tegen de joodse traditie in. Vermoedelijk bevatte de begraafplaats oorspronkelijk ongeveer 40.000 graven. Gedeelten van de vernielde zerken werden gebruikt bij de inrichting van het nieuwe park en bij de constructie van de 'nieuwe' hekken van de begraafplaats. In die periode woonden er nog slechts 13.000 Joden in de stad.
Op de begraafplaats werden o.a. de slachtoffers van de pogrom van 1903 begraven. In 1897 woonden er ongeveer 50.000 Joden in Chișinău. Zij maakten ca. 46% van de totale bevolking van de stad uit, maar na de pogroms van 1903 en 1905 verlieten velen onder hen de stad. Tijdens de Tweede Wereldoorlog werden de Joden in Chișinău samengedreven in een getto en werden veel van hen om het leven gebracht. In 1941 vond een massa-executie plaats op de joodse begraafplaats.

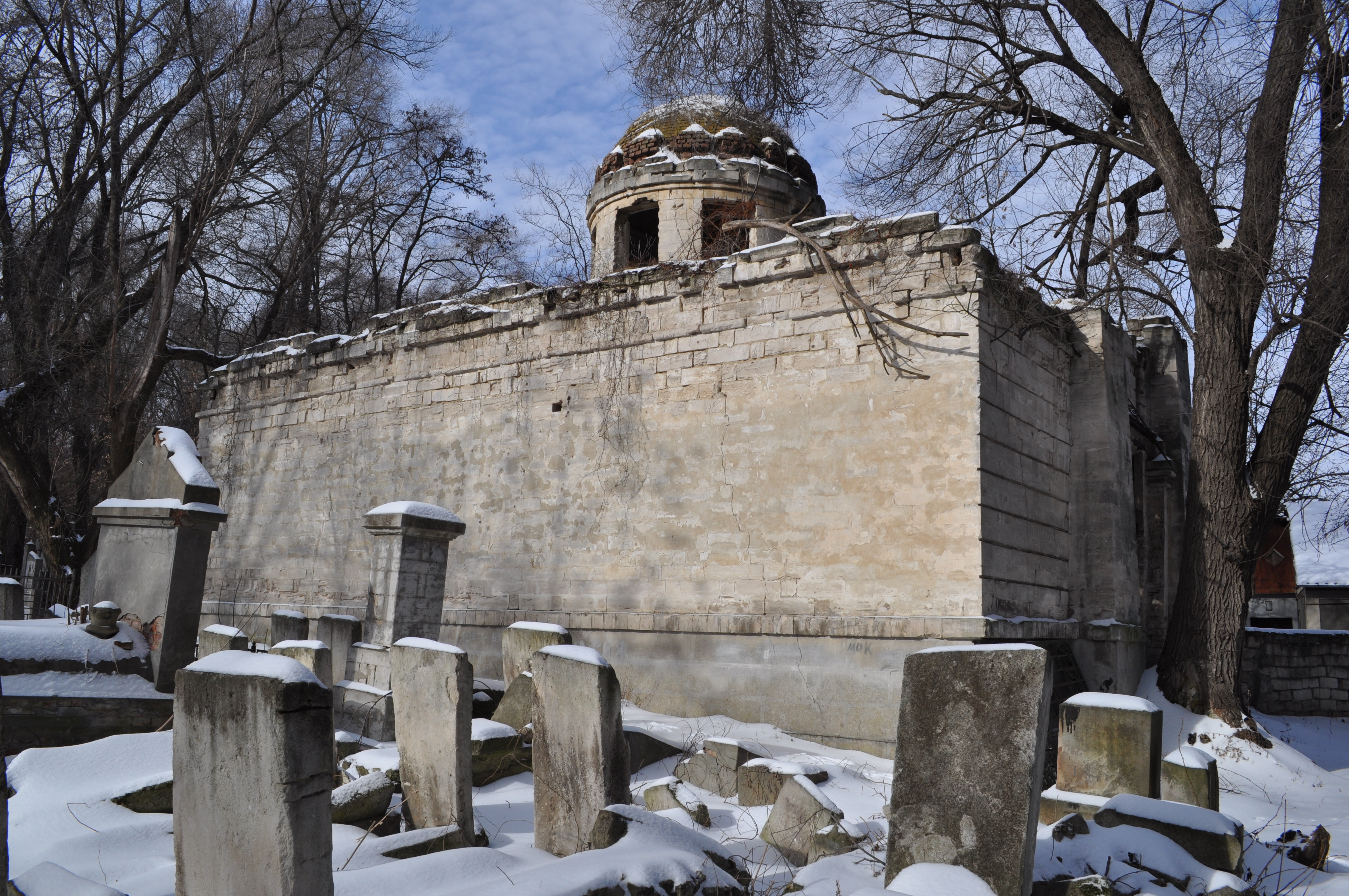
Ruïne in 2017

 De begraafplaats zelf werd tijdens de oorlog ernstig beschadigd. Ook het gebouw waar de rituele reiniging van de lichamen (tahara) plaatsvond, werd toen gebombardeerd. In 2015 stelde de Stad Chișinău voor om het gebouw te restaureren. Het project werd voorbereid, maar er bleek onvoldoende budget beschikbaar.
Op initiatief van eerste minister Pavel Filip werd in 2018 beslist om de joodse begraafplaats te restaureren en er een joods cultureel centrum in te richten.